# Jean-Michel Olivier
Pour les articles homonymes, voir Olivier (homonymie).
Œuvres principales
- L'Amour nègre (2010)

Jean-Michel Olivier, né le 18 décembre 1952 à Nyon, est un écrivain, journaliste et enseignant suisse, lauréat du prix Interallié en 2010.

## Biographie
Jean-Michel Olivier naît le 18 décembre 1952 à Nyon, dans le canton de Vaud.
Après une maturité classique, il entreprend des études de lettres à l'Université de Genève où il a pour professeurs Jean Starobinski, Jean Rousset, Michel Butor et Roger Dragonetti. Son mémoire de français sous le titre Lautréamont, le texte du vampire dirigé par Lucien Dällenbach obtient le Prix Hentsch en 1978. En 1979 il s’inscrit au séminaire de Jacques Derrida à l’École supérieure[Laquelle ?] à Paris qu’il suit deux ans[pas clair].
C'est le début d'une carrière littéraire où essais et textes de fiction alternent. Jean-Michel Olivier écrit pratiquement un livre par année, nourri de ses rencontres avec des artistes (le peintre René Feurer, le graveur Marc Jurt, le photographe Jacques Pugin) ou puisant, pour ce qui concerne le roman, dans son expérience personnelle. Si l'un de ses sujets de prédilection est la femme L'homme de cendre, L'amour fantôme, Jean-Michel Olivier ne se délecte pas moins de la réalité romande Les innocents. Il reçoit en 1999 le Prix artistique de la ville de Nyon pour l'ensemble de son œuvre.
Nommé professeur de français et d'anglais au collège de Saussure en 1978[réf. nécessaire], où il enseigne jusqu'en 2016, Jean-Michel Olivier préside à la naissance de revues : La main de singe, Contrepoints et participe à la création de Scènes Magazine, mensuel d'actualités culturelles. Jean-Michel Olivier est également critique de théâtre, de musique et de littérature à la Tribune de Genève et au quotidien La Suisse, de 1987 à 1994. En 1995, professeur invité à l'Université du Michigan, il présente un cours sur le thème "Littérature et histoire des idées en Suisse au 20e siècle".
Directeur depuis 2006 de la collection « poche Suisse » aux éditions L'Âge d'Homme, il préside également le jury du Prix Édouard-Rod, remis chaque année à la Fondation de l'Estrée à Ropraz,. Il est l'un des membres fondateurs de la Fondation Marc Jurt, présidée par Philippe Kenel,.
Dans son roman L'ami barbare, qui est une biographie romancée et à clef de Vladimir Dimitrijević, il se met lui-même en scène sous le nom de Pierre Michel.
Il est marié et père de deux enfants, issus de deux unions différentes.

## Prix
- 2010 Prix Interallié pour L'Amour nègre[9]
- 2006 Prix de l'Association vaudoise des Écrivains
- 2004 Prix Michel Dentan pour L'enfant secret
- 1999 Prix artistique de la ville de Nyon
- 1984 Prix de littérature de la ville de Genève

## Œuvres
- 1981 : Lautréamont : le texte du vampire, L'Âge d'Homme
- 1981 : La Toilette des images, éditions Actuels
- 1982 : La Chambre noire, éditions du Styx
- 1984 : René Feurer : l’Empire de la couleur, L'Âge d'Homme
- 1987 : L’Homme de cendre, L'Âge d'Homme
- 1990 : La Mémoire engloutie, Mercure de France
- 1991 : Virus de la photographie
- 1994 : Le Voyage en hiver, L'Âge d'Homme
- 1997 : La Montagne bleue, avec des photographies de Jacques Pugin, Ides et Calendes
- 1997 : Le Dernier Mot, L'Âge d'Homme
- 2000 : Le Voyage en hiver, L'Âge d'Homme (2e édition)
- 2001 : Nuit blanche, L'Âge d'Homme
- 2003 : L’Enfant secret, L'Âge d'Homme
- 2005 : Les Carnets de Johanna Silber, L'Âge d'Homme
- 2005 : Vertiges de l'œil, éditions Le Miel de l'ours
- 2007 : La Vie mécène, L'Âge d'Homme
- 2008 : Notre Dame du Fort-Barreau, L'Âge d'Homme
- 2010 : L'Amour nègre, prix Interallié
- 2012 : Après l'orgie, de Fallois / L'Âge d'Homme
- 2014 : L’Ami barbare, de Fallois / L'Âge d'Homme
- 2017 : Passion noire, L'Âge d'Homme
- 2019 : Éloge des fantômes, L'Âge d'homme
- 2023 : Fête des pères, L'Aire[2]

## Sources
- « Jean-Michel Olivier », sur la base de données des personnalités vaudoises sur la plateforme « Patrinum » de la Bibliothèque cantonale et universitaire de Lausanne.
- Histoire de la littérature en Suisse romande, sous la dir. de R. Francillon, vol. 4, p. 449
- A. Nicollier, H.-Ch. Dahlem, Dictionnaire des écrivains suisses d'expression française, vol. 2, p. 626-627
- A D S - Autorinnen und Autoren der Schweiz - Autrices et Auteurs de Suisse - Autrici ed Autori della Svizzera
- Rencontre avec Jean Michel Olivier, prix Dentan 2004 et la sélection prix TSR du Roman - tsr.ch - émissions - archives - sang d'encre